# Randbildning
Randbildning eller israndbildning betecknar i geologin sammanfattande en företeelse av avlagring eller erosion vilken har bildats direkt invid en avsmältande glaciärs iskant. Detta har skett i processen av de egna rörelser som isen gjort eller vid tillfälle av ett långvarigare stillastående för isranden. I begreppet innefattas exempelvis moräner (ändmoräner, randmoräner), skiktade avlagringar av sand, grus och rullsten, randåsar och randdeltan, samt, bland bildningar av erosion, strömrännor. Randbildningarna blir mer omfångsrika om iskanten vid isens avsmältning inte rör på sig under en längre period.